# كريس برنارد
كريس برنارد (بالإنجليزية: Chris Bernard)‏ هو مخرج بريطاني، ولد في 20 أكتوبر 1955 في ليفربول في المملكة المتحدة.

## وصلات خارجية
- كريس برنارد على موقع IMDb (الإنجليزية)
- كريس برنارد على موقع ألو سيني (الفرنسية)
- كريس برنارد على موقع أول موفي (الإنجليزية)
- كريس برنارد على موقع قاعدة بيانات الأفلام السويدية (السويدية)
- كريس برنارد على موقع كينوبويسك (الروسية)